# 北查塔姆 (紐約州)
北查塔姆（英語：North Chatham）是位於美國紐約州哥倫比亞縣的非建制地區。

## 歷史
北查塔姆的郵局自1826年營運至今。

## 地理
北查塔姆所處的海拔為高於海平面107米（即351英呎），而該地所採用的時區為UTC-5，即北美东部时区（EST）。同時該地設有夏令時間，為UTC-5調快一小時，即UTC-4（EDT）。